# Rechodes circumcrenatus tsaratanana
Rechodes circumcrenatus tsaratanana es una subespecie de coleóptero de la familia Zopheridae.

## Distribución geográfica
Habita en Madagascar.